# Élections sénatoriales de 1888 en Ille-et-Vilaine
Les élections sénatoriales en Ille-et-Vilaine ont lieu le dimanche 5 janvier 1888. 
Elles ont pour but d'élire les trois sénateurs représentant le département au Sénat pour un mandat de neuf années.

## Mode de scrutin
Ces élections se déroulent au scrutin majoritaire plurinominal indirect. Elles obéissent à la loi du 24 février 1875 relative à l'organisation du Sénat faisant partie des Lois constitutionnelles de 1875, modifiée par celle du 10 décembre 1884, établissant une relation entre la population des communes et leur nombre de délégués.
Les mille cent cinquante-trois personnes appelées à voter sont :
- les délégués des communes — entre un et vingt-quatre pour chacune d’elles, élus par le conseil municipal, — soit mille cinquante-six électeurs ;
- les conseillers généraux, soit quarante-trois électeurs ;
- les conseillers d'arrondissements, soit quarante-trois électeurs ;
- les députés du département, soit huit électeurs ;
- les sénateurs sortants, soit trois électeurs.

## Partielle du 21 juin 1885
Pierre Jouin (Centre gauche) est décédé le 24 mars 1885. 
|          | Auguste Véron     | Légit.      | 577  | 51,15 |  |  |  |  |
|          | Eugène Courtois   | Rép mod (*) | 534  | 47,34 |  |  |  |  |
|          | Geoffroy Lelièvre | Légit.      | 8    | 0,71  |  |  |  |  |
|          | Charles Rouxin    | Bonap.      | 1    | 0,09  |  |  |  |  |
|          |                   |             |      |       |  |  |  |  |
| Inscrits | Inscrits          | Inscrits    | 1151 |       |  |  |  |  |
| Votants  | Votants           | Votants     | 1145 | 99,48 |  |  |  |  |
| Exprimés | Exprimés          | Exprimés    | 1128 | 98,52 |  |  |  |  |

## Listes candidates
| N° | Candidats | Candidats                             | Parti  | Principales fonctions                                                         |
| -- | --------- | ------------------------------------- | ------ | ----------------------------------------------------------------------------- |
| 01 |           | Auguste Véron *                       | Légit. | Sénateur sortant, maire de Roz-Landrieux. Vice-amiral.                        |
| 02 |           | Alphonse de Callac                    | Légit. | Conseiller général de Pipriac, maire de Sixt-sur-Aff. Préfet.                 |
| 03 |           | Pierre-Marie Frain de La Villegontier | Légit. | Conseiller général de Fougères-Nord, maire de Parigné. Propriétaire agricole. |

| N° | Candidats | Candidats                  | Parti   | Principales fonctions                                                              |
| -- | --------- | -------------------------- | ------- | ---------------------------------------------------------------------------------- |
| 01 |           | Théophile Roger-Marvaise * | Rép mod | Sénateur sortant, conseiller général de Saint-Brice-en-Coglès. Avocat aux conseils |
| 02 |           | François Brune             | Rép mod | Conseiller général et maire de Pleine-Fougères. Notaire.                           |
| 03 |           | Louis Martin               | Rép mod | Conseiller général de Rennes-Nord-Ouest.                                           |

- Edgard Le Bastard (Rép mod) ne se représente pas.

## Résultats
|          | Auguste Véron *                       | Légit.      | 626  | 54,34  |  |  |  |  |
|          | Alphonse de Callac                    | Légit.      | 606  | 52,60  |  |  |  |  |
|          | Pierre-Marie Frain de La Villegontier | Légit.      | 599  | 52,00  |  |  |  |  |
|          |                                       |             |      |        |  |  |  |  |
|          | François Brune                        | Rép mod     | 549  | 47,66  |  |  |  |  |
|          | Théophile Roger-Marvaise *            | Rép mod     | 544  | 47,22  |  |  |  |  |
|          | Louis Martin                          | Rép mod     | 514  | 44,62  |  |  |  |  |
|          |                                       |             |      |        |  |  |  |  |
|          | Georges Boulanger                     | Boulangisme | 1    | 0,09   |  |  |  |  |
|          |                                       |             |      |        |  |  |  |  |
| Inscrits | Inscrits                              | Inscrits    | 1153 |        |  |  |  |  |
| Votants  | Votants                               | Votants     | 1153 | 100,00 |  |  |  |  |
| Exprimés | Exprimés                              | Exprimés    | 1152 | 99,91  |  |  |  |  |

### Sénateurs élus
| Sénateur | Sénateur                              | Parti  | Fonctions lors de l'élection en 1888                                          |
| -------- | ------------------------------------- | ------ | ----------------------------------------------------------------------------- |
|          | Auguste Véron *                       | Légit. | Sénateur sortant, maire de Roz-Landrieux. Vice-amiral.                        |
|          | Alphonse de Callac                    | Légit. | Conseiller général de Pipriac, maire de Sixt-sur-Aff. Préfet.                 |
|          | Pierre-Marie Frain de La Villegontier | Légit. | Conseiller général de Fougères-Nord, maire de Parigné. Propriétaire agricole. |